# Конформационное изменение

Конформационные изменения могут вызывать движение белкового комплекса. Кинезин, идущий по микротрубочке, представляет собой молекулярно- биологическую машину, использующую динамику белковых доменов в наномасштабах.

В биохимии конформационное изменение — это изменение формы макромолекулы, часто вызванное факторами окружающей среды.
Макромолекула обычно гибка и динамична. Его форма может меняться в ответ на изменения окружающей среды или других факторов; каждая возможная форма называется конформацией, а переход между ними называется конформационным изменением. Факторы, которые могут вызывать такие изменения, включают температуру, рН, напряжение, свет в хромофорах, концентрацию ионов, фосфорилирование или связывание лиганда. Переходы между этими состояниями происходят в различных масштабах длины (от десятых долей Å до нм) и во времени (от нс до с) и связаны с функционально значимыми явлениями, такими как аллостерическая передача сигналов и ферментативный катализ.

## Лабораторный анализ
Многие биофизические методы, такие как кристаллография, ЯМР, электронный парамагнитный резонанс (ЭПР) с использованием методов спиновой метки, круговой дихроизм (CD), водородный обмен и FRET, могут использоваться для изучения конформационных изменений макромолекул. Интерферометрия с двойной поляризацией — это лабораторный метод, способный предоставить информацию о конформационных изменениях в биомолекулах.
Недавно для изучения конформационных изменений в белках был применен особый нелинейно-оптический метод, называемый генерацией второй гармоники (ГВГ). В этом методе зонд, активный второй гармоникой, помещают в участок, который подвергается движению в белке за счет мутагенеза или неспецифического присоединения, и белок адсорбируется или специфически иммобилизуется на поверхности. Изменение конформации белка приводит к изменению чистой ориентации красителя относительно плоскости поверхности и, следовательно, к изменению интенсивности пучка второй гармоники. В образце белка с четко определённой ориентацией можно количественно определить угол наклона зонда в реальном пространстве и в реальном времени. В качестве зондов можно также использовать неприродные аминокислоты, обладающие активностью второй гармоники. 
В другом методе применяются электропереключаемые биоповерхности, где белки помещаются поверх коротких молекул ДНК, которые затем протаскиваются через буферный раствор с применением переменного электрического потенциала. Измеряя их скорость, которая в конечном итоге зависит от их гидродинамического трения, можно визуализировать конформационные изменения. 
«Наноантенны», сделанные из ДНК — новый тип наноразмерных оптических антенн — могут быть прикреплены к белкам и генерировать сигнал посредством флуоресценции об их отчетливых конформационных изменениях.

## Вычислительный анализ
Рентгеновская кристаллография может предоставить информацию об изменениях конформации на атомном уровне, но стоимость и сложность таких экспериментов делают вычислительные методы привлекательной альтернативой. Анализ нормального режима с моделями эластичных сетей, такими как модель сети Гаусса, можно использовать для исследования траекторий молекулярной динамики, а также известных структур. ProDy — популярный инструмент для такого анализа.

## Примеры
Конформационные изменения важны для следующих процессов:
- Транспортеры ABC[11]
- катализ[12]
- клеточная локомоция и моторные белки[13]
- образование белковых комплексов[14]
- ионные каналы[15]
- механорецепторы и механотрансдукция[16]
- регулирующая деятельность[17]
- транспорт метаболитов через клеточные мембраны[18][19]